# ホメラニアン
『ホメラニアン』は、2019年4月1日から12月31日までTOKYO FMで放送されたラジオ番組である。

## 概要
日々を頑張るリスナーを全力で褒め称えることをコンセプトとする番組。
2019年9月30日からJFN PARKにてアフタートーク「犬小屋トーク」が配信されている。

## コーナー
マイメロディのマイメロセラピー（21時7分頃）
2019年10月1日より開始。リスナーの悩みをマイメロディが解決するコーナー。放送後にはサンリオ公式YouTubeチャンネルやJFN PARKでアーカイブ配信も行っている。なおこのコーナーはホメラニアン終了後も後継番組のねるまえのまえで継続している。

## エピソード

### 代打パーソナリティ
- 2019年9月2日 - NakamuraEmi（犬山が夏休みのため）[5]
- 2019年9月3日 - 坂本美雨（同上）[5]